# Centrisme
Denne artikel handler om det leninistiske/russiske begreb centrisme, for det politiske centrum se centrum (politik)
Centrisme er en ideologisk retning hyppigt knyttet til Karl Kautskys teorier, der betegner en midterposition mellem en reformistisk og revolutionær tankegang.  
Benævnelsen blev i hvert fald brugt sådan af kommunister efter spaltningen i den internationale arbejderbevægelse i to hoveddele med en socialdemokratisk og reformistisk retning og en revolutionær og kommunistisk retning efter den russiske revolution i 1917. Ordet blev da brugte om radikale socialister som hverken var fornøjede med de gamle arbejderpartier, som havde svigtet da den første verdenskrig brød ud i 1914, eller var villige til at følge alle paroler fra den nye kommunistiske Tredje Internationale. Sådanne venstresocialistiske partier fandtes i en del lande, og i nogle lande var de store. Det gjaldt blandt andet Det østrigske socialdemokratiske parti SDAP, den jødiske socialistbevægelse Bund i Polen og Det norske Arbeiderparti, som alle havde en sådan såkaldt centristisk position i mellemkrigstiden.
Hvis man ser bort fra anvendelsen af 'centrisme' som skældsord, kan en velbegrundet kritik af nogle socialistiske partier være, at der har været stor afstand mellem revolutionær teori og reformistisk praksis. Det klareste historiske eksempel, som ofte bliver nævnt, er Det tyske socialdemokratiske parti SPD før den første verdenskrig, hvor afstanden mellem teori og praksis er blevet kaldt centrisme. Dette forhold blev i SPD kritiseret både af Rosa Luxemburg, som villes have en mere revolutionær praksis, og Eduard Bernstein, som villes have en teori og sprogbrug, som var i overensstemmelse med den reformistiske praksis.
Aksel Larsen (stifter og første partiformand for SF) opfattede sig selv som centrist på venstrefløjen mellem Socialdemokratiet og Danmarks Kommunistiske Parti (sidstnævnte havde han tidligere været medlem af og partiformand for). SF's nuværende partiformand, Pia Olsen Dyhr, bekræftede på partiets landsmøde i 2018, at partiet stadig ser sig selv på den måde. Det gjorde hun med ordene "Vi er med Aksel Larsens ord jo centrister. Vi forener visioner med realpolitik."[kilde mangler]